# Kintrischi
Der Kintrischi (georgisch კინტრიში) ist ein Fluss in der Autonomen Republik Adscharien im Südwesten von Georgien.
Der Kintrischi entspringt im Meschetischen Gebirge auf einer Höhe von ca. 2200 m. Er durchfließt die Munizipalität Kobuleti. Er fließt anfangs in westlicher Richtung durch das Bergland. Nördlich des Flusslaufs befindet sich das Kintrischi-Naturschutzgebiet, südlich der Mtirala-Nationalpark. Der Kintrischi passiert die Ortschaft Chino und nimmt den linken Nebenfluss Cherkena auf. Der Fluss wendet sich im Anschluss nach Norden und durchschneidet eine Bergkette. Später dreht er wieder nach Westen. In der Küstenebene nimmt er noch die Kinkischa linksseitig auf und erreicht schließlich am südlichen Stadtrand von Kobuleti ein durch eine Nehrung fast vollständig vom Schwarzen Meer getrenntes Ästuar, in welches auch die von Südosten heranfließende Dechwa mündet.
Der Kintrischi hat eine Länge von 45 km. Er entwässert ein Areal von 291 km².